# 農戈蘇瓦拉
農戈蘇瓦拉（法語：Nongo-Souala），是馬里的城鎮，位於該國南部，由錫卡索區的錫卡索省負責管轄，面積264平方公里，海拔高度319米，2009年人口4,578，人口密度每平方公里17人。